# Adenolobus rufescens
Adenolobus rufescens là một loài thực vật có hoa trong họ Đậu. Loài này được (Lam.) SCHMITZ miêu tả khoa học đầu tiên năm 1973.